# 11 O'Clock Tick Tock
"11 O'Clock Tick Tock" é uma canção da banda de rock irlandesa U2, sendo o segundo single do grupo, lançado em 23 de maio de 1980. A canção seguiu o lançamento do EP Three (1979), anteriormente ao lançamento do álbum de estreia, Boy (1980).

## Lista de faixas
| N.º | Título                 | Duração |  |
| 1.  | "11 O'Clock Tick Tock" | 3:44    |  |
| 2.  | "Touch"                | 3:21    |  |

## Parada musical
| País/Parada (2020)            | Melhor posição |
| ----------------------------- | -------------- |
| Irlanda (Irish Singles Chart) | 69             |